# Auvita Rapilla
Auvita Rapilla (* 21. Januar 1971) ist eine Sportfunktionärin aus Papua-Neuguinea.

## Allgemeines
Auvita Rapilla studierte an der University of Papua New Guinea und erlangte 1994 ihren Bachelor of Arts in Öffentlicher Verwaltung. Sie bildete sich weiter, u. a. an der Universität Lyon und der Académie internationale des sciences et techniques du sport (AISTS) in Lausanne. Rapilla erwarb mehrere Zertifikate in Sportmanagement mit einem Master der Universität Lyon. 

## Sportadministration
1994 wurde Auvita Rapilla Mitglied des NOKs Papua-Neuguineas. Sie durchlief mehrere Positionen und wurde 2011 Generalsekretärin. 2016 wurde sie zum IOC-Mitglied gewählt. Sie ist Mitglied der Kommission für Öffentlichkeitsarbeit und soziale Entwicklung durch Sport.